# Проширени периодни систем (велика верзија)
Ово је велика верзија проширеног периодног система. Приказан је пуни назив сваког елемента, његов атомски број, симбол те вредност релативне атомске масе за природни изотопски састав (са везама до списка изотопа појединог елемента на енглеској Википедији). Назван је проширени јер приказује и елементе који су само теоријски (у 8. и 9. периоди), а верзија је велика јер на већини екрана пробија десну маргину. Испис је широк јер нема раздвојених делова система (као при штампању). Периодни систем хемијских елемената је табеларни начин представљања хемијских елемената.
Тренутни стандардни систем садржи 7 периода и завршава оганесоном који има атомски број 118. Формат система је побољшаван и прошириван током времена, како су нови елементи откривани, а нови теоријски модели развијани да се објасни хемијско понашање. Ако још елемената са већим атомским бројем буде откривено, смештаће се у додатне периоде, у складу са тренутним начином формирања периода да се илуструју понављајући („периодични”) трендови у својствима елемената. Све додатне периоде верује се да ће да садрже већи број елемената него 7. периода, зато што је израчунато да ће имати тзв. блок са 18 елемената и делимично попуњеном g-орбиталом у свакој периоди. Систем са 8 периода и поменутим блоком је 1969. године предлагао Глен. Т. Сиборг.
Још увек није познато колики је максимални број елемената физички могућ, да ли ће 8. периода да буде комплетна, нити да ли постоји 9. периода.

## Проширени периодни систем
Информације за хемијску серију елемената након хасијума (осим коперницијума) хипотетичке су и засноване су на периодичним законитостима.
Супертешки елементи можда и не постоје, а можда не прате редослед овог система у случају да постоје.
Овај периодни систем је заснован на рачунарском моделовању позиција елемената Б. Фрикеа.
|   | 1                                        | 2                                                               | 3                                                               |                                                                 |                       |                         |                         |                         |                         |                        |                       |                         |                        |                       |                        |                          |                          |                          |                          |                         |                        |                          |                         |                        |                         |                                          |                                               |                                            |                           |                                         |                                       |                                           |                                        |                                         |                                        |                                     |                                       |                                        |                                        | 4                                        | 5                                     | 6                                 | 7                                    | 8                                       | 9                                     | 10                                   | 11                                   | 12                                   | 13                                        | 14                                          | 15                                    | 16                                       | 17                                     | 18                                    |
| - | ---------------------------------------- | --------------------------------------------------------------- | --------------------------------------------------------------- | --------------------------------------------------------------- | --------------------- | ----------------------- | ----------------------- | ----------------------- | ----------------------- | ---------------------- | --------------------- | ----------------------- | ---------------------- | --------------------- | ---------------------- | ------------------------ | ------------------------ | ------------------------ | ------------------------ | ----------------------- | ---------------------- | ------------------------ | ----------------------- | ---------------------- | ----------------------- | ---------------------------------------- | --------------------------------------------- | ------------------------------------------ | ------------------------- | --------------------------------------- | ------------------------------------- | ----------------------------------------- | -------------------------------------- | --------------------------------------- | -------------------------------------- | ----------------------------------- | ------------------------------------- | -------------------------------------- | -------------------------------------- | ---------------------------------------- | ------------------------------------- | --------------------------------- | ------------------------------------ | --------------------------------------- | ------------------------------------- | ------------------------------------ | ------------------------------------ | ------------------------------------ | ----------------------------------------- | ------------------------------------------- | ------------------------------------- | ---------------------------------------- | -------------------------------------- | ------------------------------------- |
| 1 | Водоник 1 H - 1,008 - [1,0078, 1,0082]   | →име елемента атомски број хемијски симбол - ст. атомска тежина | →име елемента атомски број хемијски симбол - ст. атомска тежина | →име елемента атомски број хемијски симбол - ст. атомска тежина |                       |                         |                         |                         |                         |                        |                       |                         |                        |                       |                        |                          |                          |                          |                          |                         |                        |                          |                         |                        |                         |                                          |                                               |                                            |                           |                                         |                                       |                                           |                                        |                                         |                                        |                                     |                                       |                                        |                                        |                                          |                                       |                                   |                                      |                                         |                                       |                                      |                                      |                                      |                                           |                                             |                                       |                                          |                                        | Хелијум 2 He - 4,0026 - 4,002602(2)   |
| 2 | Литијум 3 Li - 6,94 - [6,938, 6,997]     | Берилијум 4 Be - 9,0122 - 9,0121831(5)                          |                                                                 |                                                                 |                       |                         |                         |                         |                         |                        |                       |                         |                        |                       |                        |                          |                          |                          |                          |                         |                        |                          |                         |                        |                         |                                          |                                               |                                            |                           |                                         |                                       |                                           |                                        |                                         |                                        |                                     |                                       |                                        |                                        |                                          |                                       |                                   |                                      |                                         |                                       |                                      |                                      |                                      | Бор 5 B - 10,81 - [10,806, 10,821]        | Угљеник 6 C - 12,011 - [12,009, 12,012]     | Азот 7 N - 14,007 - [14,006, 14,008]  | Кисеоник 8 O - 15,999 - [15,999, 16,000] | Флуор 9 F - 18,998 - 18,998403163(6)   | Неон 10 Ne - 20,180 - 20,1797(6)      |
| 3 | Натријум 11 Na - 22,990 - 22,98976928(2) | Магнезијум 12 Mg - 24,305 - [24,304, 24,307]                    |                                                                 |                                                                 |                       |                         |                         |                         |                         |                        |                       |                         |                        |                       |                        |                          |                          |                          |                          |                         |                        |                          |                         |                        |                         |                                          |                                               |                                            |                           |                                         |                                       |                                           |                                        |                                         |                                        |                                     |                                       |                                        |                                        |                                          |                                       |                                   |                                      |                                         |                                       |                                      |                                      |                                      | Алуминијум 13 Al - 26,982 - 26,9815385(7) | Силицијум 14 Si - 28,085 - [28,084, 28,086] | Фосфор15 P - 30,974 - 30,973761998(5) | Сумпор 16 S - 32,06 - [32,059, 32,076]   | Хлор 17 Cl - 35,45 - [35,446, 35,457]  | Аргон 18 Ar - 39,948 - 39,948(1)      |
| 4 | Калијум 19 K - 39,098 - 39,0983(1)       | Калцијум 20 Ca - 40,078(4) - 40,078(4)                          | Скандијум 21 Sc - 44,956 - 44,955908(5)                         |                                                                 |                       |                         |                         |                         |                         |                        |                       |                         |                        |                       |                        |                          |                          |                          |                          |                         |                        |                          |                         |                        |                         |                                          |                                               |                                            |                           |                                         |                                       |                                           |                                        |                                         |                                        |                                     |                                       |                                        |                                        | Титанијум 22 Ti - 47,867 - 47,867(1)     | Ванадијум 23 V - 50,942 - 50,9415(1)  | Хром 24 Cr - 51,996 - 51,9961(6)  | Манган 25 Mn - 54,938 - 54,938044(3) | Гвожђе 26 Fe - 55,845(2) - 55,845(2)    | Кобалт 27 Co - 58,933 - 58,933194(4)  | Никл 28 Ni - 58,693 - 58,6934(4)     | Бакар 29 Cu - 63,546(3) - 63,546(3)  | Цинк 30 Zn - 65,38(2) - 65,38(2)     | Галијум 31 Ga - 69,723 - 69,723(1)        | Германијум 32 Ge - 72,630(8) - 72,630(8)    | Арсен 33 As - 74,922 - 74,921595(6)   | Селен 34 Se - 78,971(8) - 78,971(8)      | Бром 35 Br - 79,904 - [79,901, 79,907] | Криптон 36 Kr - 83,798(2) - 83,798(2) |
| 5 | Рубидијум 37 Rb - 85,468 - 85,4678(3)    | Стронцијум 38 Sr - 87,62 - 87,62(1)                             | Итријум 39 Y - 88,906 - 88,90584(2)                             |                                                                 |                       |                         |                         |                         |                         |                        |                       |                         |                        |                       |                        |                          |                          |                          |                          |                         |                        |                          |                         |                        |                         |                                          |                                               |                                            |                           |                                         |                                       |                                           |                                        |                                         |                                        |                                     |                                       |                                        |                                        | Цирконијум 40 Zr - 91,224(2) - 91,224(2) | Ниобијум 41 Nb - 92,906 - 92,90637(2) | Молибден42 Mo - 95,95 - 95,95(1)  | Технецијум43 Tc []                   | Рутенијум 44 Ru - 101,07(2) - 101,07(2) | Родијум 45 Rh - 102,91 - 102,90550(2) | Паладијум 46 Pd - 106,42 - 106,42(1) | Сребро 47 Ag - 107,87 - 107,8682(2)  | Кадмијум 48 Cd - 112,41 - 112,414(4) | Индијум 49 In - 114,82 - 114,818(1)       | Калај 50 Sn - 118,71 - 118,710(7)           | Антимон 51 Sb - 121,76 - 121,760(1)   | Телур 52 Te - 127,60(3) - 127,60(3)      | Јод 53 I - 126,90 - 126,90447(3)       | Ксенон 54 Xe - 131,29 - 131,293(6)    |
| 6 | Цезијум 55 Cs - 132,91 - 132,90545196(6) | Баријум 56 Ba - 137,33 - 137,327(7)                             | Лантан 57 La - 138,91 - 138,90547(7)                            |                                                                 |                       |                         |                         |                         |                         |                        |                       |                         |                        |                       |                        |                          |                          |                          |                          |                         |                        |                          |                         |                        |                         | Церијум 58 Ce - 140,12 - 140,116(1)      | Празеодијум59 Pr - 140,91 - 140,90766(2)      | Неодијум 60 Nd - 144,24 - 144,242(3)       | Прометијум 61 Pm []       | Самаријум 62 Sm - 150,36(2) - 150,36(2) | Европијум 63 Eu - 151,96 - 151,964(1) | Гадолинијум 64 Gd - 157,25(3) - 157,25(3) | Тербијум 65 Tb - 158,93 - 158,92535(2) | Диспрозијум 66 Dy - 162,50 - 162,500(1) | Холмијум 67 Ho - 164,93 - 164,93033(2) | Ербијум 68 Er - 167,26 - 167,259(3) | Тулијум 69 Tm - 168,93 - 168,93422(2) | Итербијум 70 Yb - 173,05 - 173,045(10) | Лутецијум 71 Lu - 174,97 - 174,9668(1) | Хафнијум 72 Hf - 178,49(2) - 178,49(2)   | Тантал 73 Ta - 180,95 - 180,94788(2)  | Волфрам 74 W - 183,84 - 183,84(1) | Ренијум 75 Re - 186,21 - 186,207(1)  | Осмијум 76 Os - 190,23(3) - 190,23(3)   | Иридијум 77 Ir - 192,22 - 192,217(3)  | Платина 78 Pt - 195,08 - 195,084(9)  | Злато 79 Au - 196,97 - 196,966569(5) | Жива 80 Hg - 200,59 - 200,592(3)     | Талијум 81 Tl - 204,38 - [204,38, 204,39] | Олово 82 Pb - 207,2 - 207,2(1)              | Бизмут 83 Bi - 208,98 - 208,98040(1)  | Полонијум 84 Po []                       | Астат 85 At []                         | Радон 86 Rn []                        |
| 7 | Францијум 87 Fr []                       | Радијум 88 Ra []                                                | Актинијум 89 Ac []                                              |                                                                 |                       |                         |                         |                         |                         |                        |                       |                         |                        |                       |                        |                          |                          |                          |                          |                         |                        |                          |                         |                        |                         | Торијум 90 Th - 232,04 - 232,0380558(21) | Протактинијум91 Pa - 231,04 - 231,0358842(24) | Уранијум 92 U - 238,03 - 2.380.507.884(20) | Нептунијум 93 Np []       | Плутонијум 94 Pu []                     | Америцијум 95 Am []                   | Киријум 96 Cm []                          | Берклијум 97 Bk []                     | Калифорнијум 98 Cf []                   | Ајнштајнијум 99 Es []                  | Фермијум 100 Fm []                  | Мендељевијум 101 Md []                | Нобелијум 102 No []                    | Лоренцијум 103 Lr []                   | Радерфордијум104 Rf []                   | Дубнијум 105 Db []                    | Сиборгијум 106 Sg []              | Боријум 107 Bh []                    | Хасијум 108 Hs []                       | Мајтнеријум 109 Mt []                 | Дармштатијум 110 Ds []               | Рендгенијум 111 Rg []                | Коперницијум 112 Cn []               | Нихонијум 113 Nh []                       | Флеровијум 114 Fl []                        | Московијум 115 Mc []                  | Ливерморијум 116 Lv []                   | Тенесин 117 Ts []                      | Оганесон 118 Og []                    |
| 8 | Унуненијум119 Uue [315?]                 | Унбинилијум120 Ubn [320?]                                       | Унбиунијум121 Ubu [320?]                                        | Унбибијум122 Ubb [?]                                            | Унбитријум123 Ubt [?] | Унбиквадијум124 Ubq [?] | Унбипентијум125 Ubp [?] | Унбихексијум126 Ubh [?] | Унбисептијум127 Ubs [?] | Унбиоктијум128 Ubo [?] | Унбиенијум129 Ube [?] | Унтринилијум130 Utn [?] | Унтриунијум131 Utu [?] | Унтрибијум132 Utb [?] | Унтритријум133 Utt [?] | Унтриквадијум134 Utq [?] | Унтрипентијум135 Utp [?] | Унтрихексијум136 Uth [?] | Унтрисептијум137 Uts [?] | Унтриоктијум138 Uto [?] | Унтриенијум139 Ute [?] | Ункваднилијум140 Uqn [?] | Унквадунијум141 Uqu [?] | Унквадбијум142 Uqb [?] | Унквадтријум143 Uqt [?] | Унквадквадијум144 Uqq [?]                | Унквадпентијум145 Uqp [?]                     | Унквадхексијум146 Uqh [?]                  | Унквадсептијум147 Uqs [?] | Унквадоктијум148 Uqo [?]                | Ункваденијум149 Uqe [?]               | Унпентнилијум150 Upn [?]                  | Унпентунијум151 Upu [?]                | Унпентбијум152 Upb [?]                  | Унпенттријум153 Upt [?]                | Унпентквадијум154 Upq [?]           | Унпентпентијум155 Upp [?]             | Унпентхексијум156 Uph [445?]           | Унпентсептијум157 Ups [448?]           | Унпентоктијум158 Upo [452?]              | Унпентенијум159 Upe [456?]            | Унхекснилијум160 Uhn [459?]       | Унхексунијум161 Uhu [463?]           | Унхексбијум162 Uhb [466?]               | Унхекстријум163 Uht [470?]            | Унхексквадијум164 Uhq [474?]         | Унхекспентијум165 Uhp [477?]         | Унхексхексијум166 Uhh [481?]         | Унхекссептијум167 Uhs [485?]              | Унхексоктијум168 Uho [489?]                 | Унхексенијум169 Uhe [493?]            | Унсептнилијум170 Usn [496?]              | Унсептунијум171 Usu [500?]             | Унсептбијум172 Usb [504?]             |

1 (црвена) = гасовито 3 (црна) = чврсто 80 (зелена) = течно 109 (сива) = непознато Боја атомског броја показује агрегатно стање (на 0 ° и 1 ) 
- : 18,998403163(6) — стандардна атомска тежина[8]
- : [12,0096, 12,0116] — стандардна атомска тежина је интервал[8]
- : 18,998, : 12,011 — скраћена и конвенционална вредност (формална кратка)[9]
- : [209] — масени број најстабилнијег изотопа

Боја позадине показује поткатегорију у метално-металоидно-неметалном тренду:
| Метал         | Метал              | Метал         | Метал     | Метал    | Метал          | Метал              | Металоид  | Неметал             | Неметал           | Неметал       |
| Алкални метал | Земноалкални метал | Суперактиноид | Лантаноид | Актиноид | Прелазни метал | Постпрелазни метал | Металоид  | Полиатомски неметал | Диатомски неметал | Племенити гас |
| предвиђен     | предвиђен          | предвиђен     |           |          | предвиђен      | предвиђен          | предвиђен | предвиђен           | предвиђен         | предвиђен     |